# Канауа (окръг, Западна Вирджиния)
Окръг Канауа (на английски: Kanawha County) е окръг в щата Западна Вирджиния, Съединени американски щати. Площта му е 2359 km², а населението – 192 179 души (2012). Административен център е град Чарлстън, който е и столица на щата.